# ۸۰۵ (قمری)
۸۰۵ (قمری)، هشتصد و پنجمین سال در گاهشماری هجری قمری است. اول محرم این سال برابر با دهم اوت سال ۱۴۰۲ میلادی است.

## وابسته
- تاریخ قم (کتاب)